# فرانسيس فيشر
فرانسيس فيشر (بالإنجليزية: Frances Fisher)‏؛ ممثلة إنجليزية (من مواليد 11 مايو 1952 في هامبشاير، إنجلترا، المملكة المتحدة). بدأت مسيرتها الفنية عام 1980.

## الأعمال

### أفلام
- غير المسامح
- تيتانيك (فيلم 1997)
- رحل في ستين ثانية (فيلم)
- المملكة (فيلم)
- الحجرة (فلم)

### مسلسلات
- روزان (مسلسل)
- بيكر (مسلسل)
- تيتوس (مسلسل)
- بوسطن ليغال (مسلسل أمريكي)
- إي آر (مسلسل)
- غريز أناتومي
- يوريكا (مسلسل أميركي)
- أيام حياتنا
- رجلان ونصف (مسلسل)
- ذا منتاليست

## روابط خارجية
- فرانسيس فيشر على موقع IMDb (الإنجليزية)
- فرانسيس فيشر على موقع روتن توميتوز (الإنجليزية)
- فرانسيس فيشر على موقع ألو سيني (الفرنسية)
- فرانسيس فيشر على موقع تيرنر كلاسيك موفيز (الإنجليزية)
- فرانسيس فيشر على موقع أول موفي (الإنجليزية)
- فرانسيس فيشر على موقع قاعدة بيانات الأفلام السويدية (السويدية)
- فرانسيس فيشر على موقع إن إن دي بي (الإنجليزية)
- فرانسيس فيشر على موقع قاعدة بيانات الفيلم (الإنجليزية)
- فرانسيس فيشر على موقع كينوبويسك (الروسية)